# Nanocoche
El nanocoche es una molécula diseñada en 2005 en la Universidad Rice por un grupo encabezado por el profesor James Tour. A pesar del nombre, el nanocoche original no contiene un motor molecular, por lo que no es realmente un coche. Más bien, fue diseñado para responder a la pregunta de cómo se mueven los fullerenos sobre superficies metálicas; concretamente, si ruedan o se deslizan (ruedan).
La molécula consta de un "chasis" en forma de H con grupos fullereno unidos en las cuatro esquinas para actuar como ruedas.
Cuando se dispersan sobre una superficie de oro, las moléculas se adhieren a la superficie a través de sus grupos fullereno y se detectan mediante microscopía de efecto túnel. Se puede deducir su orientación ya que la longitud del marco es un poco más corta que su ancho.
Al calentar la superficie a 200 °C las moléculas se mueven hacia adelante y hacia atrás mientras giran sobre sus "ruedas" de fullereno. El nanocoche puede rodar porque la rueda de fullereno está acoplada al "eje" del alquino a través de un enlace simple carbono-carbono. El hidrógeno del carbono vecino no es un gran obstáculo para la libre rotación. Cuando la temperatura es lo suficientemente alta, los cuatro enlaces carbono-carbono giran y el automóvil rueda. En ocasiones, la dirección del movimiento cambia a medida que la molécula gira. La acción rodante fue confirmada por el profesor Kevin Kelly, también de Rice, tirando de la molécula con la punta del STM.

## Contribución conceptual temprana independiente
El concepto de un nanocoche construido a partir de "juguetes" moleculares fue planteado por primera vez como hipótesis por MT Michalewicz en la Quinta Conferencia de Prospectiva sobre Nanotecnología Molecular (noviembre de 1997).  Posteriormente, se publicó una versión ampliada en Annals of Improbable Research.  Se suponía que estos artículos serían una contribución no tan seria a un debate fundamental sobre los límites de la nanotecnología drexleriana de abajo hacia arriba y los límites conceptuales de hasta qué punto podrían llevarse a cabo las analogías mecanicistas propuestas por Eric Drexler. La característica importante de este concepto de nanoautomóvil fue el hecho de que todos los juguetes de componentes moleculares eran moléculas conocidas y sintetizadas (por desgracia, algunas muy exóticas y recientemente descubiertas, por ejemplo, staffanes y, en particular, rueda férrica, 1995), en contraste con algunas estructuras diamantadas drexlerianas. que sólo fueron postuladas y nunca sintetizadas; y el sistema de propulsión integrado en una rueda férrica y accionado por un campo magnético no homogéneo o dependiente del tiempo de un sustrato: un concepto de "motor en una rueda".

## Nanodragster

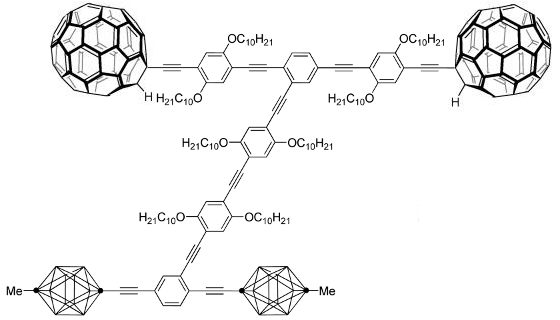
Estructura química del nanodragster. Las ruedas más pequeñas son p - carborano con grupos metilo y las ruedas más grandes sonFullereno.

El nanodragster, apodado el hot rod más pequeño del mundo, es un nanocoche molecular.  El diseño mejora los diseños anteriores de nanocoches y es un paso hacia la creación de máquinas moleculares. El nombre proviene del parecido del nanocoche con un dragster, ya que su montaje de ruedas escalonadas tiene un eje más corto con ruedas más pequeñas en la parte delantera y un eje más grande con ruedas más grandes en la parte trasera.
El nanocoche fue desarrollado en el Instituto Richard E. Smalley de Ciencia y Tecnología a Nanoescala de la Universidad Rice por el equipo de James Tour, Kevin Kelly y otros colegas involucrados en su investigación.   El nanoauto desarrollado anteriormente tenía entre 3 y 4 nanómetros, un poco más de una hebra de ADN y era alrededor de 20.000 veces más delgado que un cabello humano.  Estos nanocoches se construyeron con buckybolas de carbono como sus cuatro ruedas, y la superficie sobre la que se colocaron requería una temperatura de 400 grados Fahrenheit (204,4 °C) para ponerlo en movimiento. Por otro lado, un nanocoche que utiliza ruedas de p- carborano se mueve como si se deslizara sobre hielo, en lugar de rodar.  Estas observaciones llevaron a la producción de nanocoches que tenían ambos diseños de ruedas.
El nanodragster es 50.000 veces más delgado que un cabello humano y tiene una velocidad máxima de 0,014 milímetros por hora (0,0006 pulgadas/h o 3,89×10 −9 m/s).  Las ruedas traseras son moléculas esféricas de fullereno, o buckybolas, compuestas por sesenta átomos de carbono cada una, que son atraídas por una tira de arrastre que está formada por una finísima capa de oro. Este diseño también permitió al equipo de Tour operar el dispositivo a temperaturas más bajas.
El nanodragster y otras nanomáquinas están diseñadas para su uso en el transporte de artículos. La tecnología se puede utilizar en la fabricación de circuitos informáticos y componentes electrónicos, o junto con productos farmacéuticos dentro del cuerpo humano.  Tour también especuló que el conocimiento adquirido con la investigación sobre nanoautos ayudaría a construir sistemas catalíticos eficientes en el futuro.

## Movimiento direccional impulsado eléctricamente de una molécula de cuatro ruedas sobre una superficie metálica
Kudernac et al. describió una molécula especialmente diseñada que tiene cuatro "ruedas" motorizadas. Al depositar la molécula sobre una superficie de cobre y proporcionándole suficiente energía a partir de los electrones de un microscopio de efecto túnel, pudieron conducir algunas de las moléculas en una dirección específica, muy parecida a un automóvil, siendo la primera molécula individual capaz de continuar moviéndose en la misma dirección a través de una superficie. La tunelización de electrones inelástica induce cambios conformacionales en los rotores e impulsa la molécula a través de una superficie de cobre. Al cambiar la dirección del movimiento giratorio de las unidades motoras individuales, la estructura molecular autopropulsada del 'vehículo de cuatro ruedas' puede seguir trayectorias aleatorias o preferentemente lineales. Este diseño proporciona un punto de partida para la exploración de sistemas mecánicos moleculares más sofisticados, quizás con control total sobre su dirección de movimiento.  Este nanocoche impulsado eléctricamente fue construido bajo la supervisión del químico Bernard L. Feringa de la Universidad de Groningen, quien recibió el Premio Nobel de Química en 2016 por su trabajo pionero en nanomotores (junto con Jean-Pierre Sauvage y J. Fraser Stoddart),y sirvió como inspiración para el desarrollo de la siguiente generación de nanocoches impulsados eléctricamente, algunos de ellos exhibidos en la Nanocar Race.

## Nanocoche motorizado
Jean-François Morin et al desarrollaron un futuro nanocoche con un motor molecular sintético.  Está equipado con ruedas de carborano y un motor molecular sintético de heliceno impulsado por luz. Aunque la fracción motora mostró rotación unidireccional en solución, aún no se ha observado el movimiento impulsado por la luz en una superficie. En el futuro, la movilidad en agua y otros líquidos también podrá lograrse mediante una hélice molecular.